# Forest Heath
Forest Heath era un distrito no metropolitano de Suffolk (Inglaterra). El 1 de abril de 2019 se fusionó con el municipio de St Edmundsbury para formar el nuevo distrito de West Suffolk.
Tenía una superficie de 377.7 km². En 2015 tenía una población estimada de 63 700 habitantes.